# Holomorphes quadratisches Differential
In der Mathematik werden holomorphe quadratische Differentiale verwendet, um Deformationen komplexer Strukturen auf Riemannschen Flächen zu beschreiben.
Sei {\displaystyle \Gamma \backslash \mathbb {H} ^{2}} eine Riemannsche Fläche. Ein holomorphes quadratisches Differential {\displaystyle \phi } ist eine holomorphe Funktion {\displaystyle {\tilde {\phi }}\colon \mathbb {H} ^{2}\to \mathbb {C} }, so dass für alle {\displaystyle \gamma \in \Gamma }
{\displaystyle {\tilde {\phi }}(\gamma (z))(\gamma ^{\prime }(z))^{2}={\tilde {\phi }}(z)}
für alle {\displaystyle z\in \mathbb {H} ^{2}} gilt.
Diese Transformationsregel bedeutet, dass der Tensor {\displaystyle {\tilde {\phi }}(z)dz^{2}} invariant unter der Wirkung von {\displaystyle \Gamma } ist. Insbesondere ist {\displaystyle \vert {\tilde {\phi }}(z)\vert \vert dz^{2}\vert } invariant und definiert ein Maß auf {\displaystyle X=\Gamma \backslash \mathbb {H} ^{2}}. Wenn das Maß von {\displaystyle X} endlich ist, heißt {\displaystyle \phi } integrabel. Der Banach-Raum integrabler holomorpher quadratischer Differentiale mit der {\displaystyle L^{1}}-Norm wird mit {\displaystyle \Omega (\Gamma )} bezeichnet. Wenn {\displaystyle \Gamma \backslash \mathbb {H} ^{2}} endliches hyperbolisches Volumen hat, dann ist {\displaystyle \dim _{\mathbb {C} }(\Omega (\Gamma ))=3g-3+n}, wobei {\displaystyle g} das Geschlecht und {\displaystyle n} die Anzahl der Punktierungen ist. Wenn {\displaystyle \Gamma \backslash \mathbb {H} ^{2}} unendliches hyperbolisches Volumen hat, dann ist {\displaystyle \dim(\Omega (\Gamma ))=\infty }. Man kann {\displaystyle \Omega (\Gamma )} als Tangentialraum des Teichmüller-Raumes interpretieren.